# 진나이 토모노리
진나이 토모노리(일본어: 陣内 智則 진나이 도모노리[*], 1974년 2월 22일 ~ )는 일본의 희극 배우이다. 1974년 2월 22일 효고현 가코가와시 출신이며 요시모토 흥업 소속. NSC출신 일본인으로서는 처음으로 한국의 지상파 방송에서 '원맨쇼 형식'의 콩트를 선보였다.

## 경력
- 1992년~1995년: 개그콤비 '리미티드' 멤버
- 2004년 극장판 이누야샤: 홍련의 봉래도: 샤이텐 목소리
- 2007년 극장판 가면라이더 덴오: 이 몸 탄생: 사나다 유키무라
- 2011년: 코미디 빅리그
- 2011년: 삼성동 섬유센터 이벤트홀 내한공연